# Byōdō-ji (Anan)

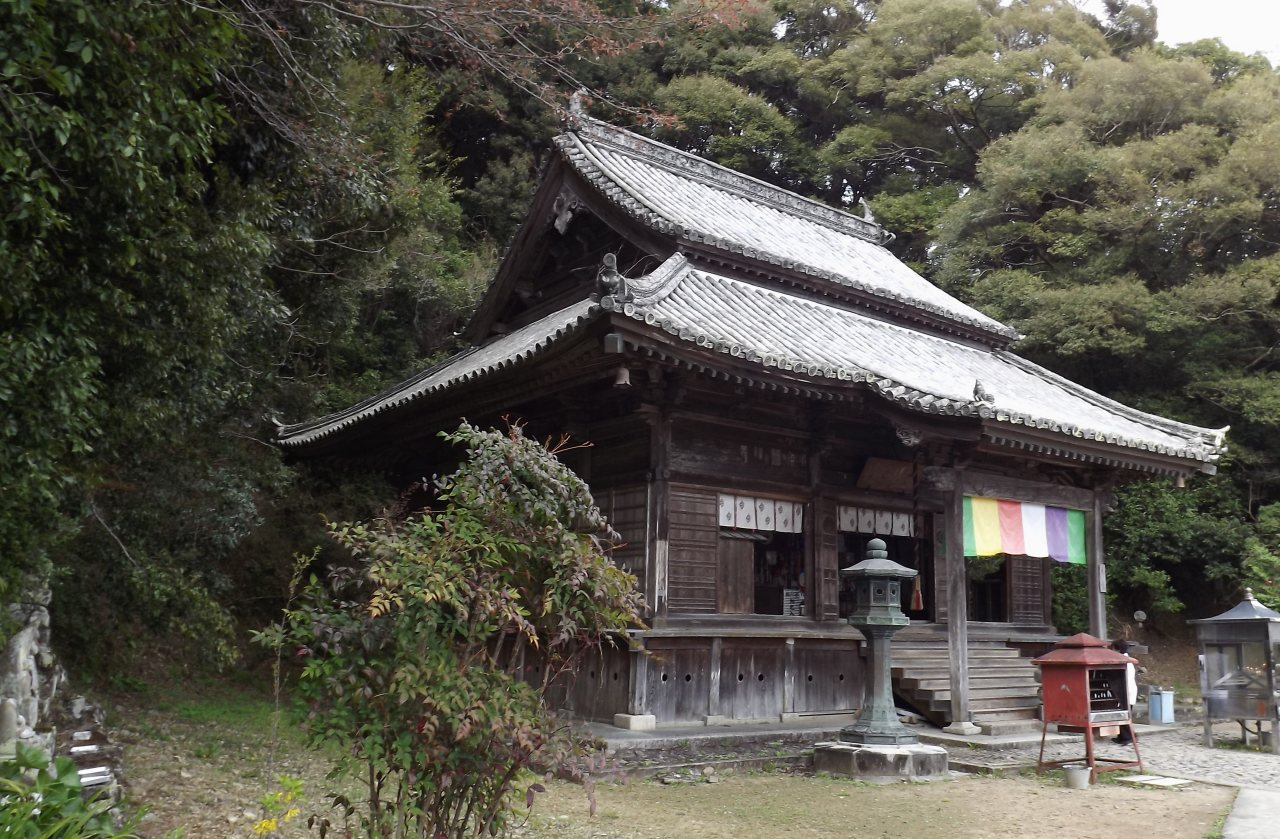
Haupthalle

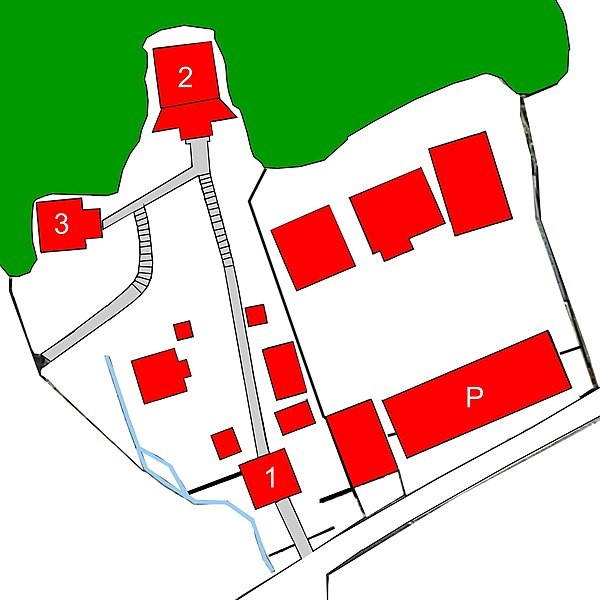
Plan des Tempels (s. Text)

Der Byōdō-ji (japanisch 平等寺) mit den Go Hakusuizan (白水山) und Iōin (医王院) in der Stadt Anan (Präfektur Tokushima) ist ein Tempel, der zum  Shingon-Buddhismus gehört. Er liegt am Südhang einer Bergkette und vor einem Flüsschen. In der traditionellen Zählung ist er der 22. Tempel des Shikoku-Pilgerwegs.

## Geschichte
Als Priester Kūkai durch diese Gegend wanderte, erschien ihm eine fünffarbige Wolke, in der goldene Sanskritzeichen aufleuchteten. Dann erschien ihm der heilende Buddha (Yakushi nyorai). Als Kūkai sich sofort heilendes Wasser (加持水, Kajimizu) wünschte und mit seinem Pilgerstab eine Quelle öffnete, kam milchweißes Wasser heraus. Kūkai schnitzte 100 Tage später einen Yakushi als Hauptkultfigur. Das weiße Wasser (白水) wurde zum Go für den Tempel.

## Anlage
Man betritt den Tempel durch das Tempeltor (山門, Sammon; 1 im Plan), das hier als Turmtor ausgeführt ist. Dann hat man zur rechten Seite den Mönchsbereich, an dessen Straßenseite ein langgestrecktes Gebäude (P) für die Aufnahme  von Pilgern steht.
Zur am Waldrand gelegenen Haupthalle (本堂, Hondō) führt eine lange Treppe hinauf. Sie wurde im Jahr 1722 wieder errichtet, ihr mächtiges Dach ist als eine Art Schürzendach (錣葺き, Shigoru-buki) ausgeführt. Die Fächer in der Decke (格間, Gōma) und die kleinen Stützbögen (蟇股, Kaerumata) sind mit Blumenbildern ausgemalt.
Oben befindet sich auch die Halle, die dem Tempelgründer gewidmet ist, die Daishidō (大師堂; 3).

## Schätze
In der Abtresidenz sind vier hölzerne Schiebetüren mit Herbstbildern auf Papier (紙本金地著色秋草図; Shihonkonji chakushoku jūsō-zu) belegt. Die Signaturen und die Malweise lassen darauf schließen, dass Kanō Naizen (Vater) daran beteiligt war. Es ist unklar, wie die Türen in diesen Tempel gekommen sind.

## Bilder

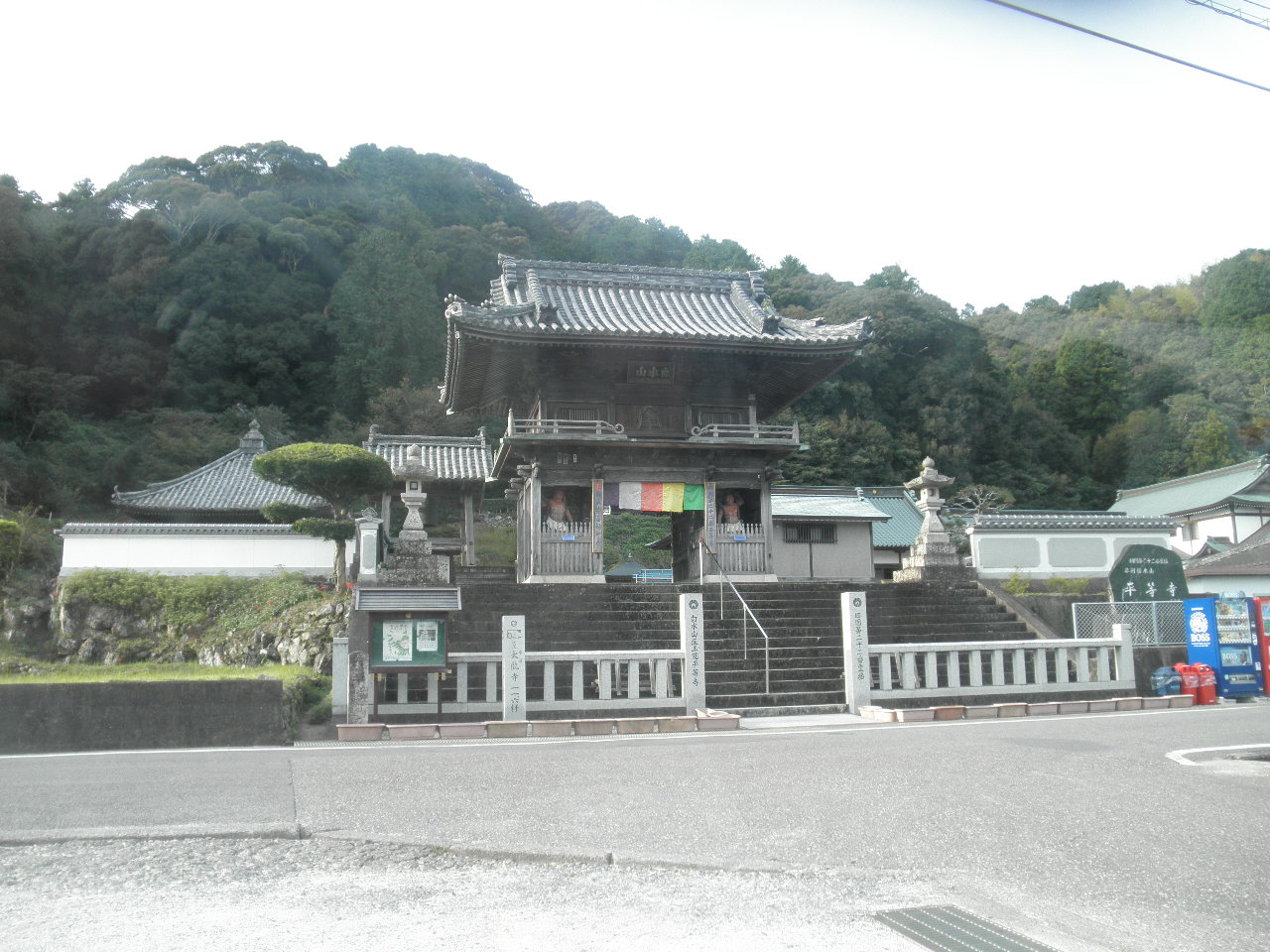
Front an der Straße
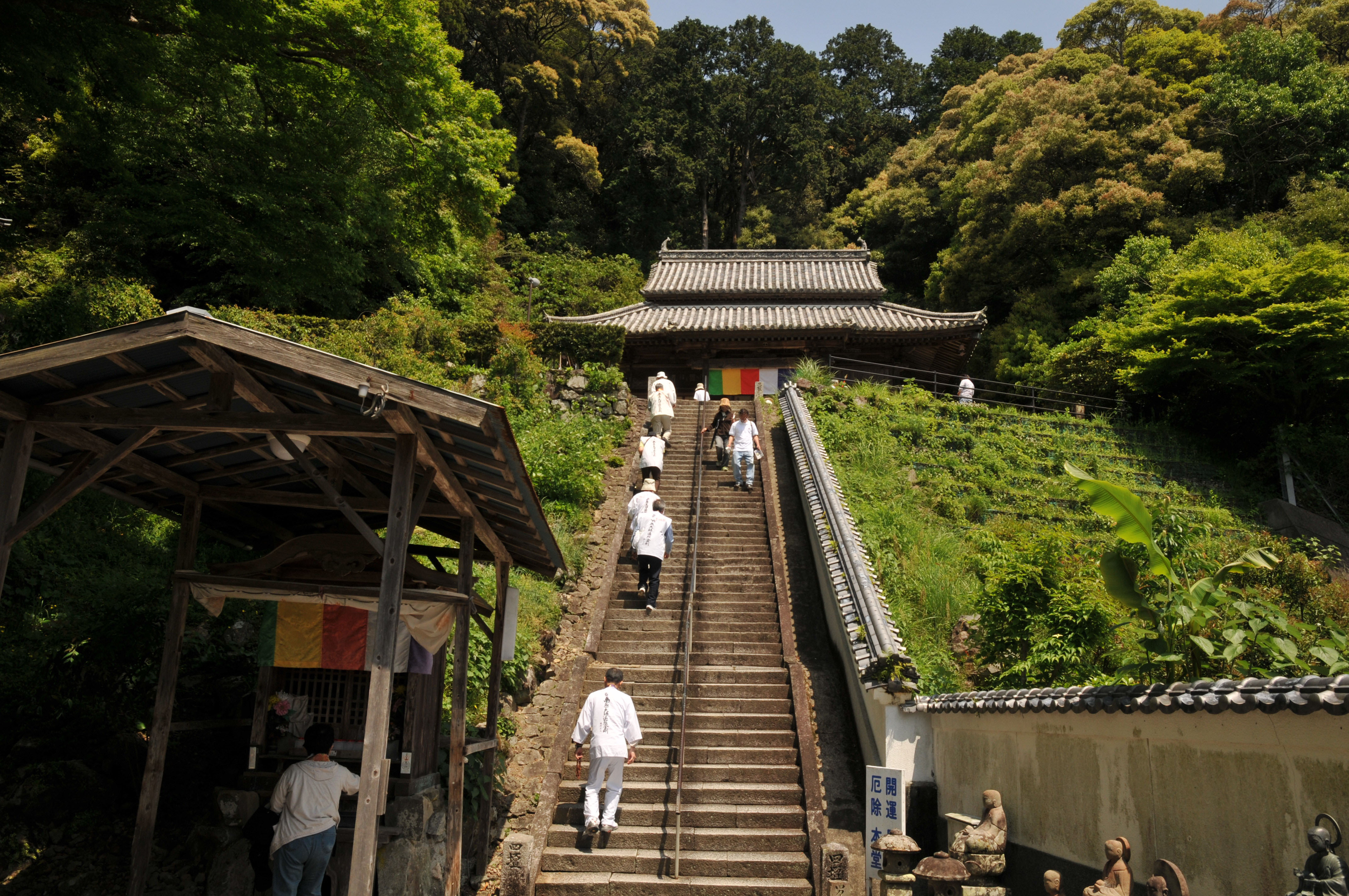
Treppe zur Haupthalle
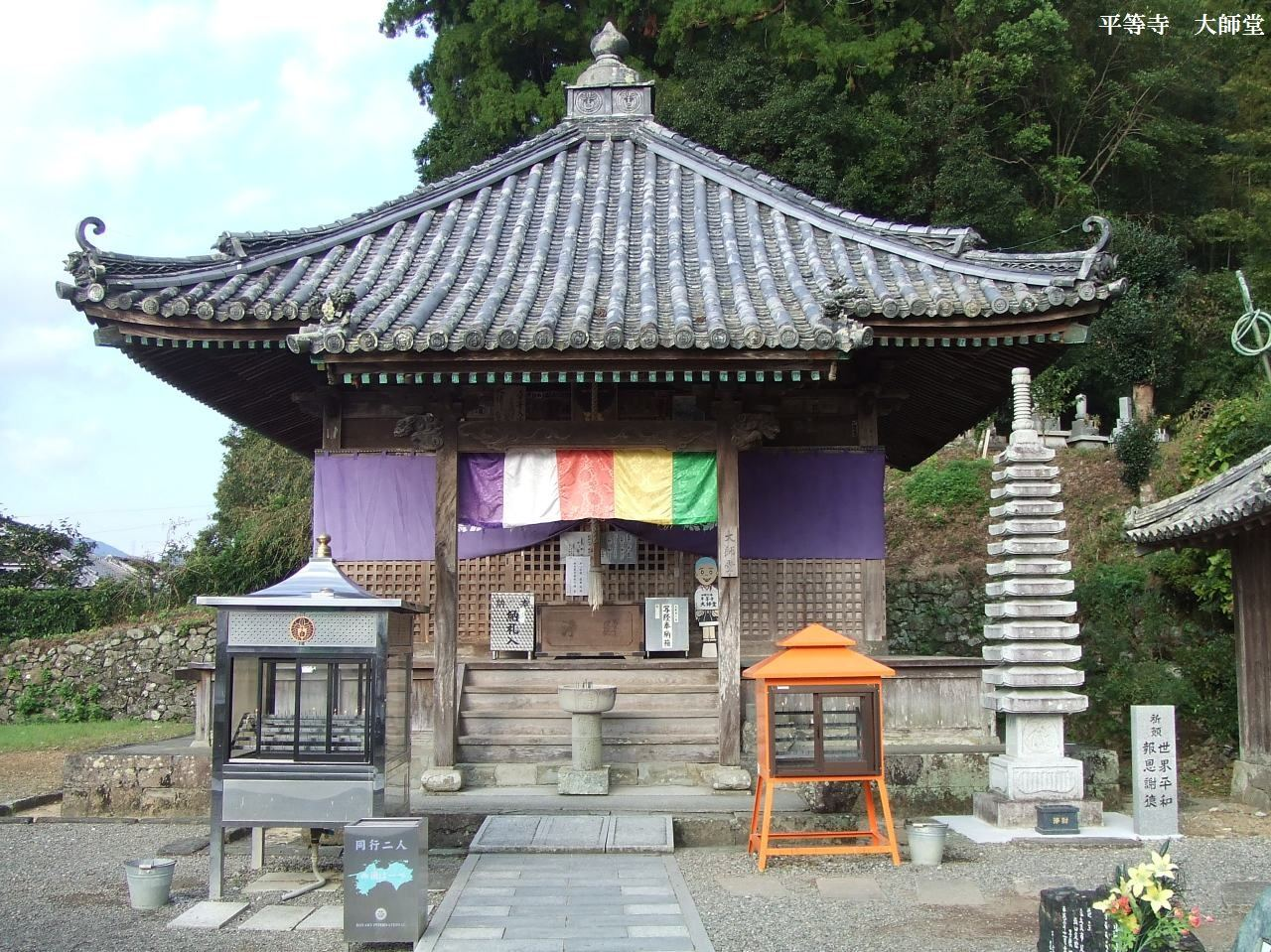
Daishido
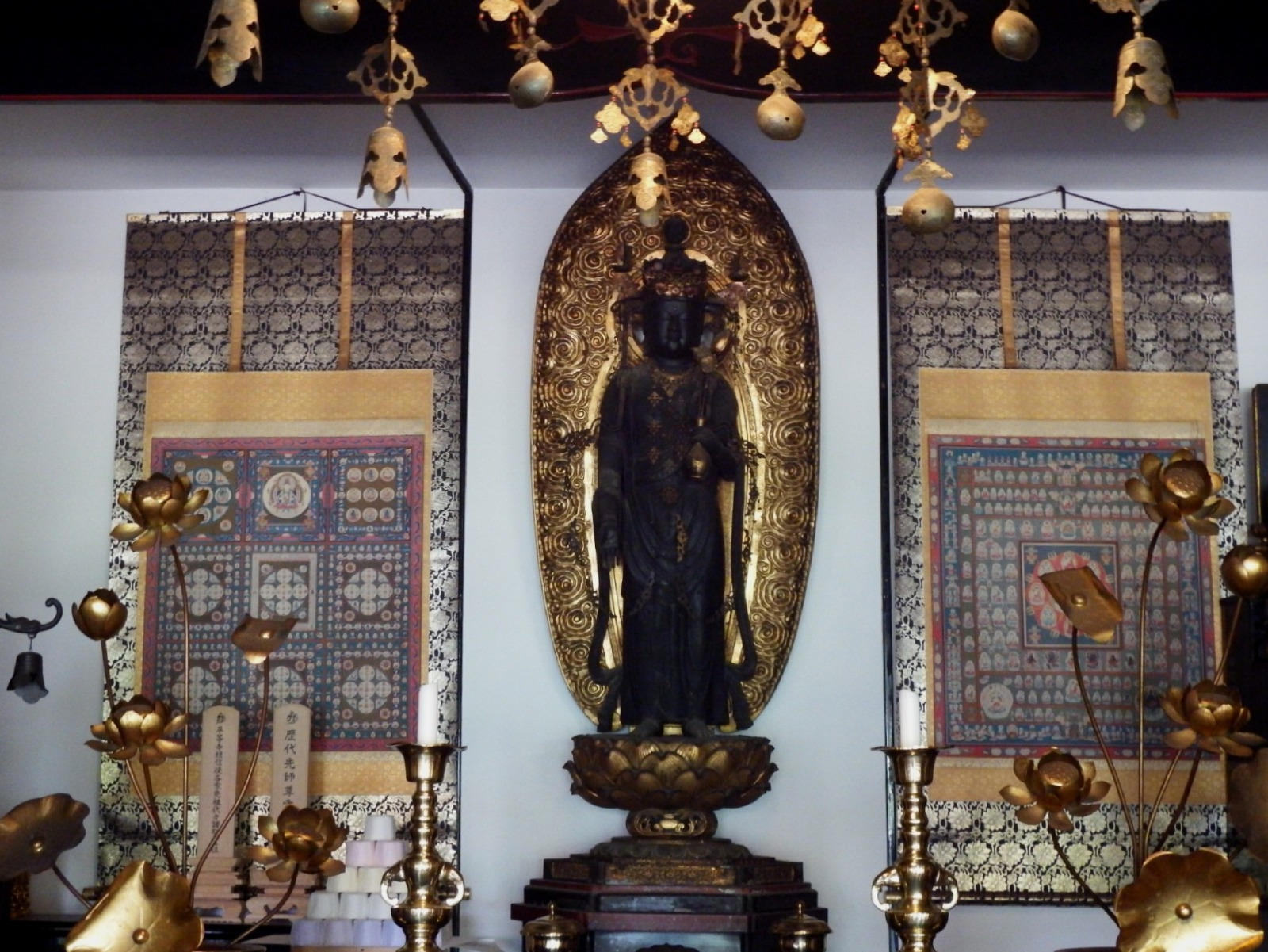
Im Abtquartier